# Nycteola oblongatus
Nycteola oblongatus är en fjärilsart som beskrevs av Clayton Dissinger Mell 1943. Nycteola oblongatus ingår i släktet Nycteola och familjen trågspinnare. Inga underarter finns listade i Catalogue of Life.